# Кафър ел-Шейх (област)
Кафър ел-Шейх (на арабски: كفر الشيخ, правопис по Американската система BGN Kafr el-Sheikh) е мухафаза намираща се в северната част на Египет по протежението на западното разклонение на река Нил. Административен център е град Кафър ел-Шейх.
В миналото областта е била част от Гарбия.
Икономиката на областта е съставена основно от фабрики за производство на памук, риболов и отглеждане на ориз. В Кафър ел-Шейх има няколко колежа и университета.

### Област
- Официална уебстраница Архив на оригинала от 2006-02-07 в Wayback Machine.

### Образование
- Официална уебстраница на университета Танта

### Местни портали и наръчници
- Наръчник Кафър ел-Шейх Архив на оригинала от 2006-02-05 в Wayback Machine.